# Терпентин
Терпентинът е течност, получавана чрез сложна дестилация от дървесна смола, която се получава предимно от различни видове бор (Pinus). Той се състои от терпени, предимно монотерпените алфа-пинен и бета-пинен. При работа с терпентин трябва да се внимава да не попадне върху лигавиците и да не се вдишва. Попаднал върху дрехите, той оставя петна. Терпентинът е опасен, трябва да се пази от деца.
1. ↑  www.cdc.gov